# جشمة مرتضى (باقران)
جشمة مرتضى (بالفارسية: چشمه مرتضی) هي مستوطنة تقع في إيران في قسم باقران الريفي.